# 堀直英
堀 直英（ほり なおひで、元禄13年（1700年）1月 － 明和4年8月20日（1767年9月12日））は、江戸時代の大名。信濃国須坂藩の第5代藩主。信濃須坂堀家5代。
越後国村松藩主堀直利の三男。正室は第4代藩主・堀直佑の娘。子に堀直寛（長男）、堀直孝（次男）、堀直著（三男）、内藤正方（五男）、娘（立花長煕正室）、娘（安藤直元正室）。官位は従五位下、淡路守。
正徳2年（1712年）、直佑の養子・娘婿となって嫡子となり、将軍徳川家宣に御目見した。享保4年（1719年）、直佑の隠居に伴い家督を相続する。享保10年（1725年）から享保12年（1727年）まで大番頭を務めた。
享保20年（1735年）、長男・直寛に家督を譲り隠居した。明和4年（1767年）没した。

## 系譜
父母
- 堀直利（実父）
- 堀直佑（養父）

正室
- 堀直佑の娘

側室
- ルン

子女
- 堀直寛（長男）生母は正室
- 堀直孝（次男）生母は正室
- 堀直著（三男）生母は正室
- 内藤正方（五男）生母はルン（側室）
- 立花長煕正室、生母は正室
- 安藤直元正室、生母はルン（側室）